# Canal de Calais
Le canal de Calais est une des branches qui relient les voies d'eau des Hauts-de-France à la Manche/mer du Nord. Il va de Ruminghem à Calais via Ardres.
Il est principalement alimenté par une dérivation de l'Aa, et par le réseau des Watringues, et communique directement avec les canaux ou cours d'eau suivant :
- canal d'Ardres ;
- canal d'Audruicq ;
- Houlle (rivière).

## Environnement
Du point de vue environnemental, ce canal peut poser des problèmes en raison des pullulations périodiques de lentilles d'eau et comme éventuel couloir de dispersion d'espèces aquatiques ou palustres invasives (moule zébrée, Jussie des marais...), mais devrait jouer un rôle important dans la Trame verte et bleue du Calaisis et de l'Audomarois. C'est une voie importante de dispersion d'anguilles (espèce aujourd'hui protégée et menacées).

## Ouvrages remarquables
- Le canal supportait le « Pont-sans-pareil » construit au XVIIIe siècle qui permettait à deux routes de se croiser au-dessus d'un carrefour de canaux. Il a été détruit durant la seconde Guerre mondiale.
- Pont-levis (écluse carrée de Coulogne)
- Les ponts à Pont d'Arques, point d'embranchement fluvial du Canal de Calais avec le Canal d'Ardres et le Canal des Trois Cornets ainsi que point d'embranchement routière du D943 et du D228, deux routes qui se croisent au-dessus du carrefour de canaux.

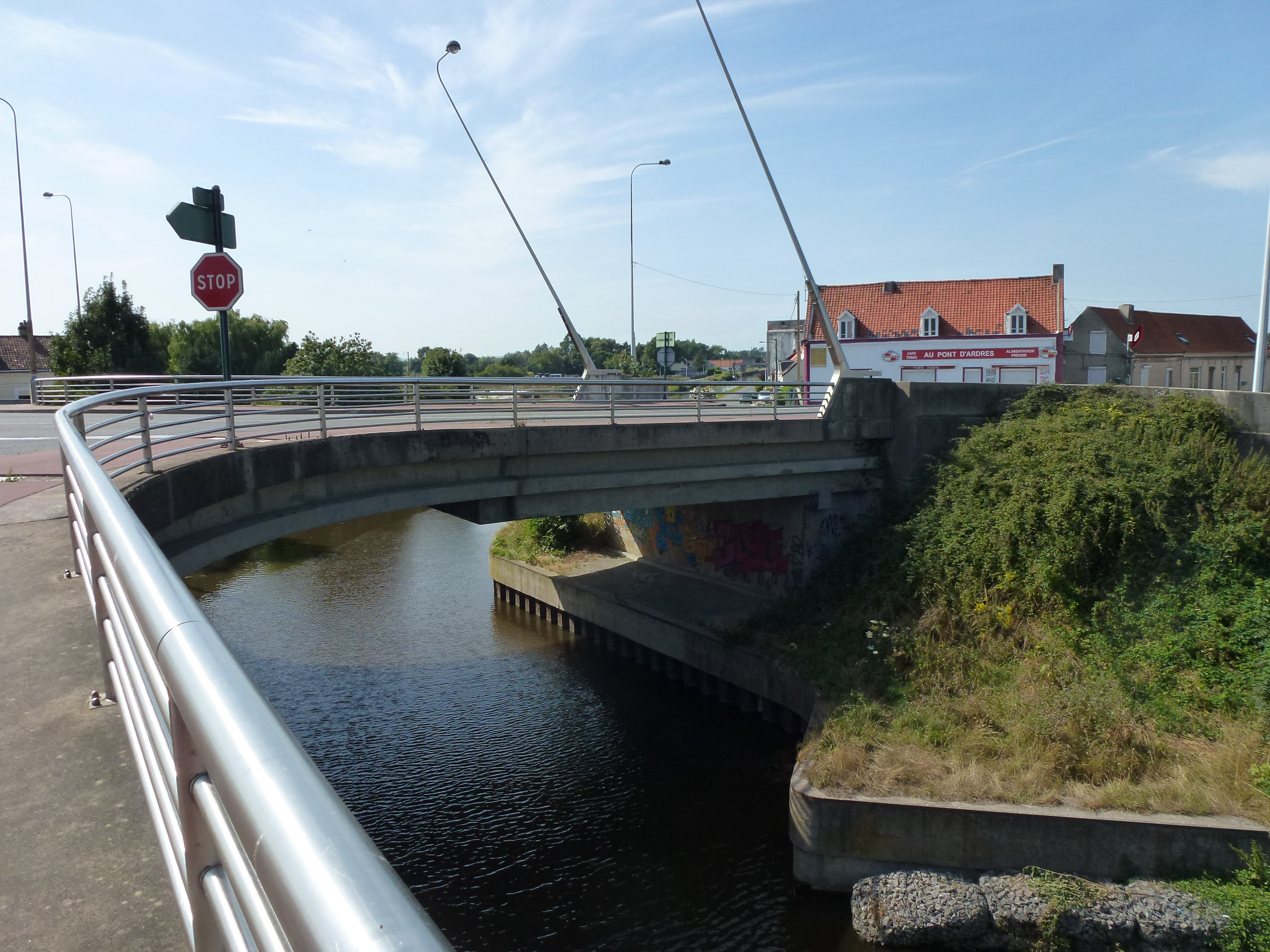
Les ponts de Pont-d'Ardres
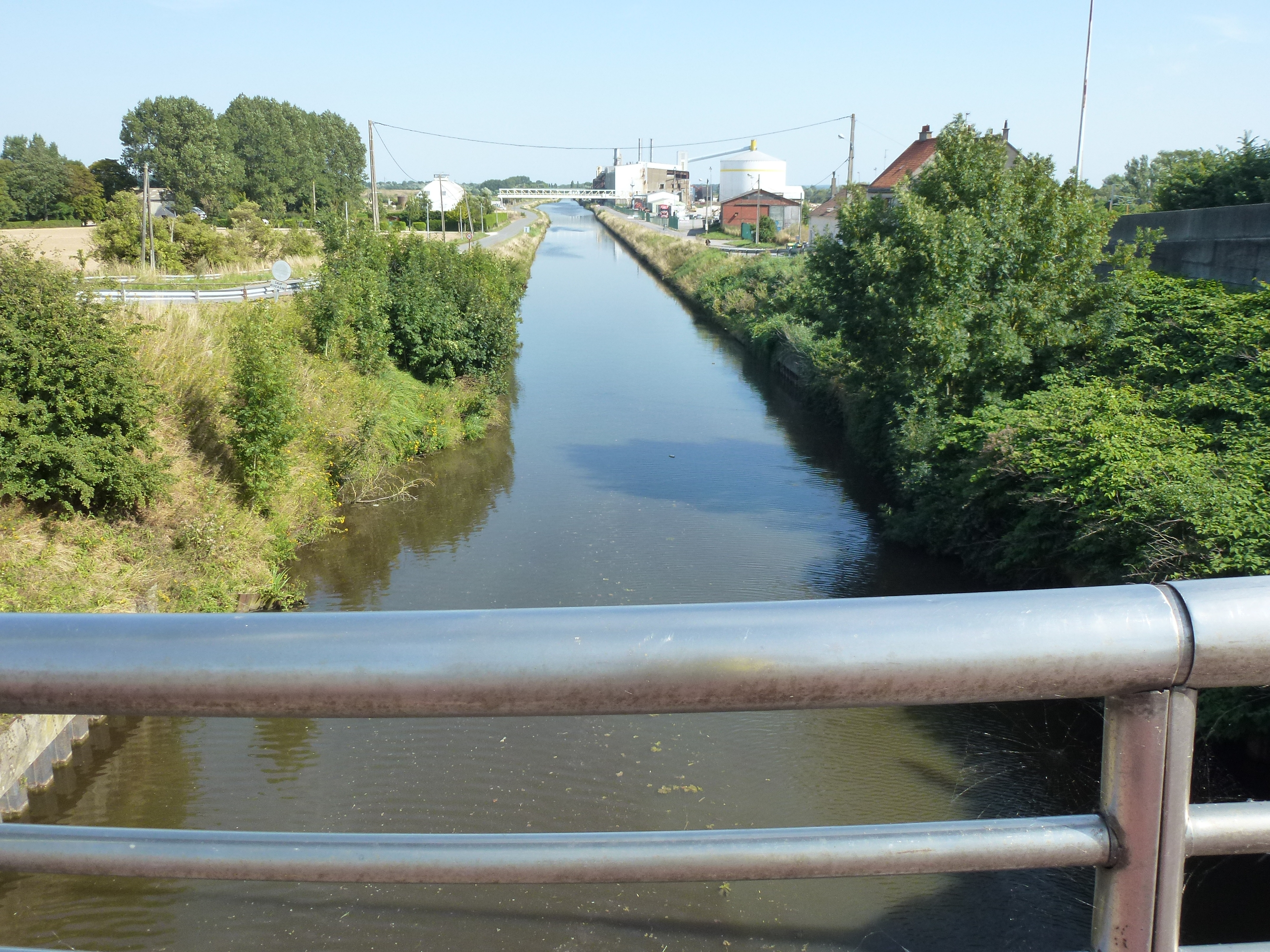
Pont-d'Ardres, Canal de Calais (est)